# Reynald Secher

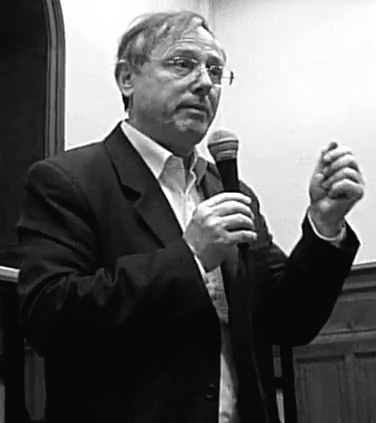
Reynald Secher

Reynald Secher (Nantes, 27 de outubro de 1955) é um historiador e escritor francês. Também é diretor da editora "Reynald Secher Éditions", professor de Relações Internacionais e presidente da associação "Mémoire du Futur de l'Europe".

## Biografia

### Formação
Em 1978 graduou-se em história, geografia e história da arte; no ano seguinte, graduou-se em economia e administração social e gestão de empresas. Em 1980 obteve um "DEA" (diploma de estudos aprofundados) em ciências históricas e políticas da Universidade Paris IV: Paris-Sorbonne e em 1982, um DEA em direito. Finalmente, em 1983 obteve um doutoramento de 3º ciclo em ciências históricas e políticas e em 1985 um "diploma estatal" em literatura e humanidades.

## Carreira
A partir de 1980, ele será encarregado de várias cátedras, tanto em universidades quanto em escolas secundárias: leciona inglês por um ano e história e geografia por cinco anos (1980-1985).
Em 1985, para o doutoramento do 3º ciclo, apoiou uma tese intitulada "Contribution à l'étude du génocide franco-français: la Vendée-Vengé" na Universidade Sorbonne, em Paris, que no ano seguinte será publicada com o título: "Le génocide franco-français: la Vendée-Vengé". Esta tese causou muita discussão porque pela primeira vez um historiador afirmou ter demonstrado cientificamente que após a Primeira Guerra da Vendeia, de 1793 a 1794, um genocídio foi realizado pelas tropas regulares da república francesa em detrimento da população da Vendeia Militar. Por esta tese recebeu muitas críticas, pois dissipou o mito da Revolução Francesa e consequentemente negou parte da história da França, por isso Secher foi expulso da universidade e impedido de lecionar público.
No entanto, continuou a lidar com as Guerras da Vendeia, em 1991 publicou outro livro que reabriu a polêmica "Juifs et vendéens, d'un génocide à l'autre", no qual compara o genocídio vendeano com o holocausto, destacando as características comuns e diferenças, e em que argumenta que o governo francês da época conseguiu manipular aqueles acontecimentos para justificar o ocorrido e por esse motivo, e como prova disso, durante duzentos anos nunca se falou em genocídio, com a única exceção de Gracchus Babeuf, um ante litteram comunista e revolucionário que em 1794 falou de "populicídio" em seu "Du système de dépopulation ou La vie et les crimes de Carrier". Sobre o livro de Babeuf, que não pode ser encontrado na França, Secher afirmou :

Até onde eu sei, restam 8 cópias no mundo. O que encontrei foi preservado na URSS, onde o "comunista" Babeuf desfrutava de um culto histórico.

## Obras

### Ensaios e novelas
- La Chapelle-Basse-Mer, village vendéen: révolution et contre-révolution, Perrin, 1986
- La Vendée-Vengé: le génocide franco-français, Presses universitaires de France, 1986
- Les Vire-couettes, roman historique, édition Presses de la Cité, 1989
- Juifs et vendéens, d'un génocide à l'autre, Orban, 1991
- Histoire de Résistance en Bretagne, Presse de la Cité, 1994
- Jean Pierre Le Roch, de l'exil aux mousquetaires, Reynald Secher Éditions, 1996
- Legris, Histoire d'une saga industrielle, Reynald Secher Éditions, 1997
- Un prince méconnu: le dauphin Louis-Joseph, fils aîné de Louis XVI (in collaborazione con Yves Murat), 1999, Prix Hugues Capet

### Documentários
- Les Guerres de Vendée, 1h30, Vidéo-Visite, 1990
- Bretagne et Bretons, tomo 1: De l'origine à 1532, tomo 2: 1532 à l'Empire, tomo 3: De l'Empire à nos jours.